# DOMEA-Konzept
DOMEA („Dokumentenmanagement und elektronische Archivierung im IT-gestützten Geschäftsgang“) war ein Konzept für Dokumentenmanagement und elektronische Archivierung in der öffentlichen Verwaltung mit dem wesentlichen Ziel der Einführung der  elektronischen Akte. Da für elektronische Akten die gleichen Gesetze, Geschäftsordnungen, Richtlinien und Vorschriften wie für Papierakten gelten, müssen behördliche Geschäftsprozesse, Vorgangsbearbeitung und Archivierung vollständig in konforme IT-Prozesse überführt werden. DOMEA lieferte dafür Richtlinien, zuletzt in der Version 2.1 aus dem November 2005.
Trotz seiner weiten Verbreitung und der Möglichkeit der Zertifizierung war DOMEA kein genormter Standard. Der Beauftragte der Bundesregierung für Informationstechnik (ehemals Koordinierungs- und Beratungsstelle der Bundesregierung für Informationstechnik in der Bundesverwaltung, KBSt)
zertifizierte Produkte, die dem DOMEA-Konzept folgten.
Der Nachfolger des DOMEA-Konzepts wurde 2012 unter dem Namen Organisationskonzept elektronische Verwaltungsarbeit (OKeVA) veröffentlicht.